# Марьяновка (Приморский край)
Марья́новка — село в Кировском районе Приморского края. Входит в состав Крыловского сельского поселение.

## География
Село Марьяновка стоит в между реками Правая Марьяновка и Левая Марьяновка (правые притоки Уссури), до правобережной протоки Уссури около 4 км.
Село Марьяновка расположено к юго-востоку от районного центра посёлка Кировский на автодороге Глазовка — Покровка. К северу от села Марьяновка находится село Владимировка, к югу проходит административная граница между Кировским районом и Яковлевским районом, до села Николо-Михайловка Яковлевского района около 14 км.
Расстояние до посёлка Кировский (через Архангеловку) около 40 км.

## Население
| 1915 | 1926 | 2002 | 2005 | 2010 |
| ---- | ---- | ---- | ---- | ---- |
| 787  | ↗960 | ↘485 | ↘468 | ↘317 |

## Улицы
| - ул. Беговая, - ул. Восточная, - ул. Западная, - ул. Зареченская, - ул. Зелёная, | - ул. Луговая, - ул. Набережная, - ул. Новая, - ул. Почтовая, | - ул. Садовая, - ул. Советская, - ул. Совхозная, - ул. Школьная. |

## Экономика
Сельскохозяйственные предприятия Кировского района.